# Mahamadou Samassa
Mahamadou Samassa (ur. 1 maja 1986 w Montfermeil) – francuski piłkarz pochodzenia malijskiego grający na pozycji skrzydłowego.

## Kariera klubowa
Samassa urodził się w podparyskim Montfermeil w rodzinie o korzeniach malijskich. Karierę piłkarską rozpoczął w juniorach klubu Villemomble Sports, a następnie trenował także w Red Star 93. Następnie trafił do UC Le Mans. W drużynie młodzieżowej był jednym z czołowych zawodników obok Mathieu Coutadeura, Guillaume Loriota i Martina Douillarda i w 2004 roku sięgnął z nimi po triumf z Coupe Gambardella. W 2006 roku awansował od kadry pierwszej drużyny i 5 sierpnia zadebiutował w Ligue 1 w wygranym 1:0 domowym meczu z OGC Nice. Natomiast 19 sierpnia w 3. kolejce ligowej zaliczył swoje pierwsze trafienie, a Le Mans pokonało 3:2 Valenciennes FC. W sezonie 2006/2007 zdobył 3 gole i pełnił rolę rezerwowego dla Brazylijczyka Grafite i Gwinejczyka Ismaëla Bangoury. Z kolei w następnym sezonie strzelił tylko jednego gola i przegrywał rywalizację z Tulio de Melo, Anthonym Le Tallekiem i Gervinho.
Latem 2008 Samassa przeszedł za 600 tysięcy euro do Olympique Marsylia. Swój debiut w Olympique zaliczył 30 sierpnia w wygranym 2:1 meczu z FC Sochaux-Montbéliard, gdy w 71. minucie zmienił Mamadou Nianga.
31 sierpnia 2012 roku Samassa podpisał kontrakt z Chievo Werona.
| Sezon   | Klub               | Kraj      | Rozgrywki             | Mecze | Bramki | Rozgrywki kontynentalne   | Mecze | Bramki |
| ------- | ------------------ | --------- | --------------------- | ----- | ------ | ------------------------- | ----- | ------ |
| 2006/07 | Le Mans UC 72      | Francja   | Ligue 1               | 28    | 3      | –                         | –     | –      |
| 2007/08 | Le Mans UC 72      | Francja   | Ligue 1               | 15    | 1      | –                         | –     | –      |
| 2008/09 | Olympique Marsylia | Francja   | Ligue 1               | 19    | 2      | Liga Mistrzów Puchar UEFA | 3 6   | 0      |
| 2009/10 | Valenciennes FC    | Francja   | Ligue 1               | 17    | 7      | –                         | –     | –      |
| 2010/11 | Valenciennes FC    | Francja   | Ligue 1               | 18    | 2      | –                         | –     | –      |
| 2011/12 | Valenciennes FC    | Francja   | Ligue 1               | 30    | 4      | –                         | –     | –      |
| 2012/13 | Valenciennes FC    | Francja   | Ligue 1               | 3     | 1      | –                         | –     | –      |
| 2012/13 | Chievo Werona      | Włochy    | Serie A               | 8     | 0      | –                         | –     | –      |
| 2013/14 | Chievo Werona      | Włochy    | Serie A               | 1     | 0      | –                         | –     | –      |
| 2013/14 | Pescara Calcio     | Włochy    | Serie B               | 1     | 0      | –                         | –     | –      |
| 2014/15 | Stade Brestois 29  | Francja   | Ligue 2               | 10    | 2      | –                         | –     | –      |
| 2015/16 | Stade Brestois 29  | Francja   | Ligue 2               | 1     | 0      | –                         | –     | –      |
| 2017    | T-Team             | Malezja   | Malaysia Super League | 13    | 4      | –                         | –     | –      |
| 2018    | Madura United      | Indonezja | Liga 1                | 13    | 6      | –                         | –     | –      |
| 2019    | Persipura Jayapura | Indonezja | Liga 1                | 17    | 3      | –                         | –     | –      |

## Kariera reprezentacyjna
Pomimo że Samassa posiada korzenie malijskie, na poziomie juniorskim zdecydował się reprezentować Francję. W 2007 roku rozegrał 6 meczów i zdobył 3 gole dla reprezentacji U-21.
W 2009 roku zadebiutował w seniorskiej reprezentacji Mali.